# Velká Lhota (Volfířov)
Velká Lhota (německy Groß Lhota) je vesnice, část obce Volfířov v okrese Jindřichův Hradec v Jihočeském kraji. Nachází se 9,5 kilometru severozápadně od Dačic. Nejbližší železniční stanice je ve Dačicích, převažuje zde české obyvatelstvo evangelického vyznání. V roce 1850 měla 311 obyvatel, katastr obce měl v roce 1900 výměru 388 ha. V roce 2005 zde stálo 65 domů. V roce 2011 zde trvale žilo 154 obyvatel.

## Název
Jméno Lhota znamenalo ves založenou zpravidla na půdě lesní a do jisté lhůty (podle počtu dohodnutých let) osvobozenou od placení feudálních daní a povinností, říkalo se: být na lhotě. Velká Lhota nesla původně název Rozseč, 1610 s určením za Řečicí, tedy směrem od střediska panství Telče, od roku 1678 již Velká Lhota.

## Poloha
Ves leží na jihu Českomoravské vrchoviny v Přírodním parku Javořická vrchovina, u západního okraje Dačické sníženiny na silnici II/408. Směrem k severu hranice katastru zasahuje pod vrch Hradisko (761 metrů) a na jihu hranice končí na soutoku Radvání a Volfířovského potoka. Vrcholová část Hradiska se vyznačuje plošinou, nad kterou vystupuje věžovitý skalní útvar, asi sedm metrů vysoký, tvořený horizontálně uloženými žulovými lavicemi. V sousedství je ještě několik nižších skalek.

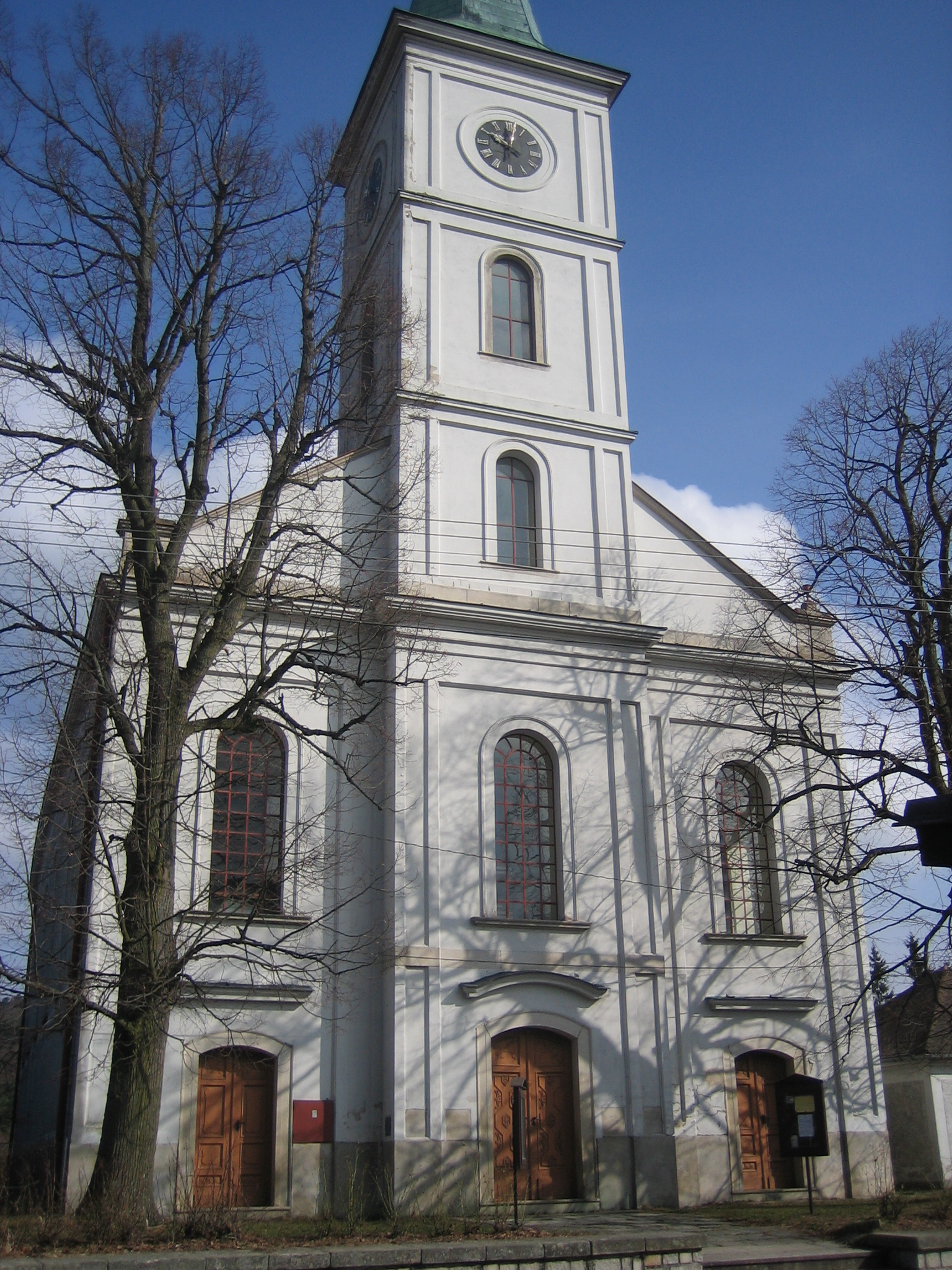
Tzv. horní kostel ve Velké Lhotě

## Historie
První písemná zmínka o vesnici pochází z roku 1385. Ves původně vznikla pod jménem Rozseč pod zalesněnou horskou skupinou Javořice-Hradisko vyloučením lesa. Nejdříve, od roku 1385, náležela ke zboží hradu Štamberka. Za husitských válek byl Štamberk pobořen, poté majetek přešel ve druhé polovině 15. století na telčské panství. Ves se od 17. století nazývala Velká Lhota. V roce 1798 byl rozparcelován zdejší dvůr města Telče a vznikla v kopcích mezi vrchy Hradisko a Pivničky osada Poldovka.
Po vydání tolerančního patentu císaře Josefa II., roku 1781 byla ve vsi vybudována modlitebna ve které se shromažďovali střídavě evangelíci luterského a reformovaného (helvetského) vyznání. Po tzv. protestantském patentu, kde bylo i evangelíkům dovoleno stavět kostely s věžemi, byl vybudován tzv. horní kostel. Z původní modlitebny se pak přístavbou stal tzv. dolní kostel. Vznikl tak ojedinělý Evangelický toleranční areál. Po roce 1918 ve vlastnictví českobratrské církve, pod kterou se spojili obě dosavadní evangelické církve.
Do roku 1849 byla Velká Lhota součástí panství Telč v Jihlavském kraji. Od roku 1868 byla přidělena pod pravomoc Okresního hejtmanství v Dačicích. Po osvobození v roce 1945 náležela pod Okresní národní výbor v Dačicích a v jeho rámci od roku 1948 pod nově vzniklý Jihlavský kraj. Od roku 2003 spadá pod pověřený Městský úřad v Dačicích v samosprávném Jihočeském kraji.

## Obyvatelstvo
| Rok            | 1869 | 1880 | 1890 | 1900 | 1910 | 1921 | 1930 | 1950 | 1961 | 1970 | 1980 | 1991 | 2001 | 2011 | 2021 |
| -------------- | ---- | ---- | ---- | ---- | ---- | ---- | ---- | ---- | ---- | ---- | ---- | ---- | ---- | ---- | ---- |
| Počet obyvatel | 283  | 274  | 286  | 236  | 249  | 244  | 209  | 203  | 198  | 163  | 179  | 186  | 163  | 154  | 145  |
| Počet domů     | 42   | 42   | 44   | 44   | 44   | 44   | 48   | 53   | 52   | 48   | 51   | 63   | 59   | 62   | 67   |

## Obecní správa
Při sčítání lidu v letech 1850–1976 Velká Lhota byla samostatnou obcí, se kterým patřila nejprve do okresu Dačice, ale od roku 1960 v okrese Jindřichův Hradec. Od 30. dubna 1976 je částí obce Volfířov v okrese Jindřichův Hradec. V letech 1850–1976 k obci patřila Poldovka.

## Spolky
V obci působily Sadařský spolek (1885), Národní jednota pro jihozápadní Moravu (1886), Evangelický spolek (1920), nyní Sbor dobrovolných hasičů, Myslivecké sdružení, Český svaz žen, komorní pěvecký sbor Festivia Chorus sdružující zpěváky z pomezí Jihočeského kraje a Kraje Vysočina.

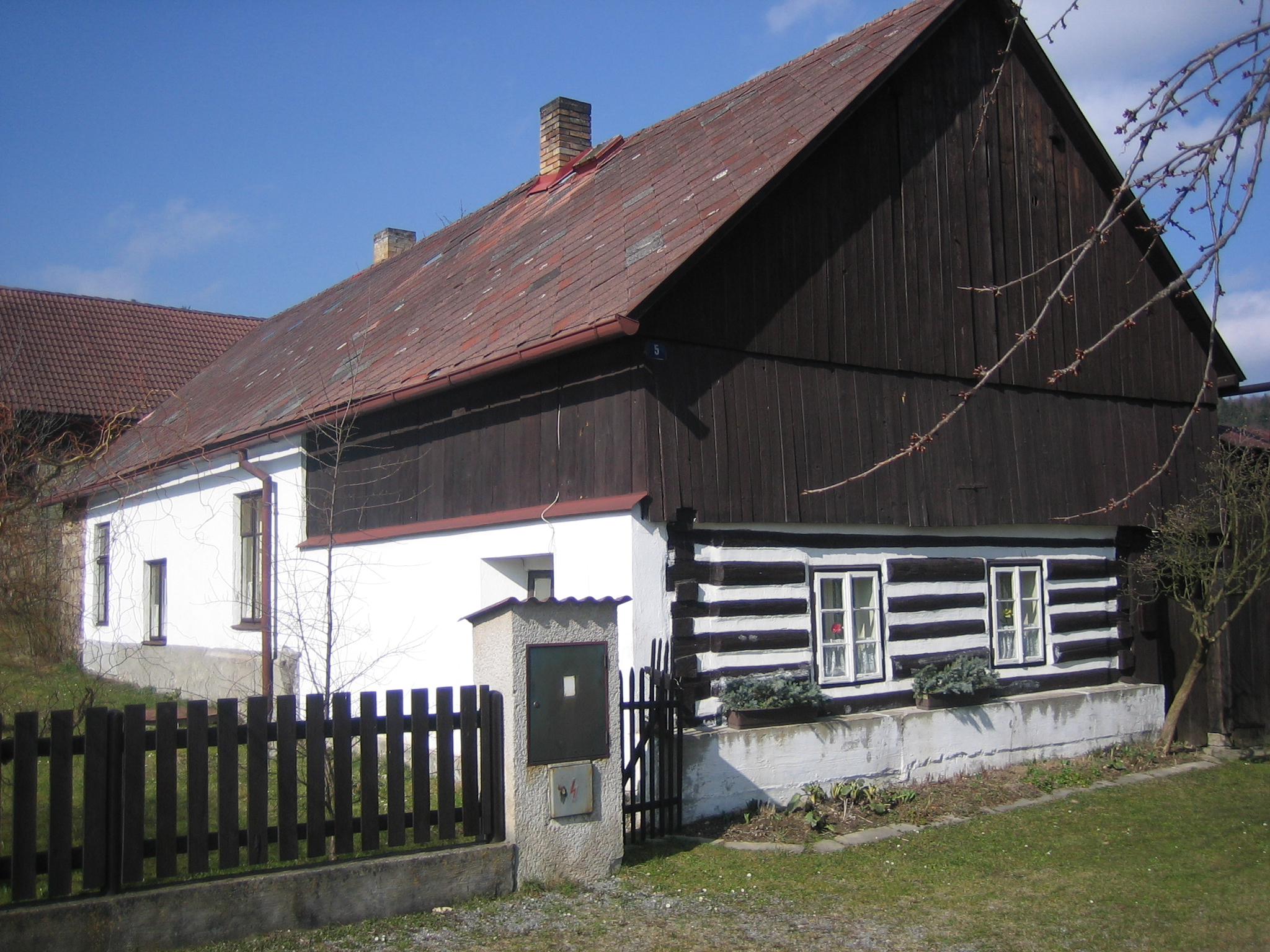
Roubená stavba ve Velké Lhotě

## Pamětihodnosti
Dva kostely nynější Českobratrské církve evangelické – starší menší původně pro věřící augšpurského vyznání (1783, novogoticky přestavěn v r. 1876), nový větší v historizujícím slohu pro věřící helvetského vyznání (1873). Klasicistní jednopatrová fara čp. 37 z roku 1838. Dva kostely a dvě fary jedné církve v malé obci jsou od roku 1992 součástí památkově chráněného Evangelického tolerančního areálu.

## Rodáci
- Alfons Hanč (1851–1919), urolog ve Vídni
- Bohumír Kozák (1885–1978), architekt, kreslíř
- Gustav Skalský (1891–1956), historik, numismatik
- Zdeněk Tvrz (1902–1942), důstojník československé armády popravený nacisty
- Jiří Hanzálek (1926–2012), sochař a malíř, od r. 1968 v emigraci